# Bulbophyllum dewildei
Bulbophyllum dewildei là một loài phong lan thuộc chi Bulbophyllum.